# Amos Edward Joel
Amos Edward Joel Jr. (Filadélfia, 12 de março de 1918 — Maplewood, 5 de outubro de 2008) foi um engenheiro eletrônico estadunidense.
Conhecido por diversas contribuições e mais de setenta patentes relacionadas a sistemas de comutação em telecomunicações.